# 大施馬萊瑙河

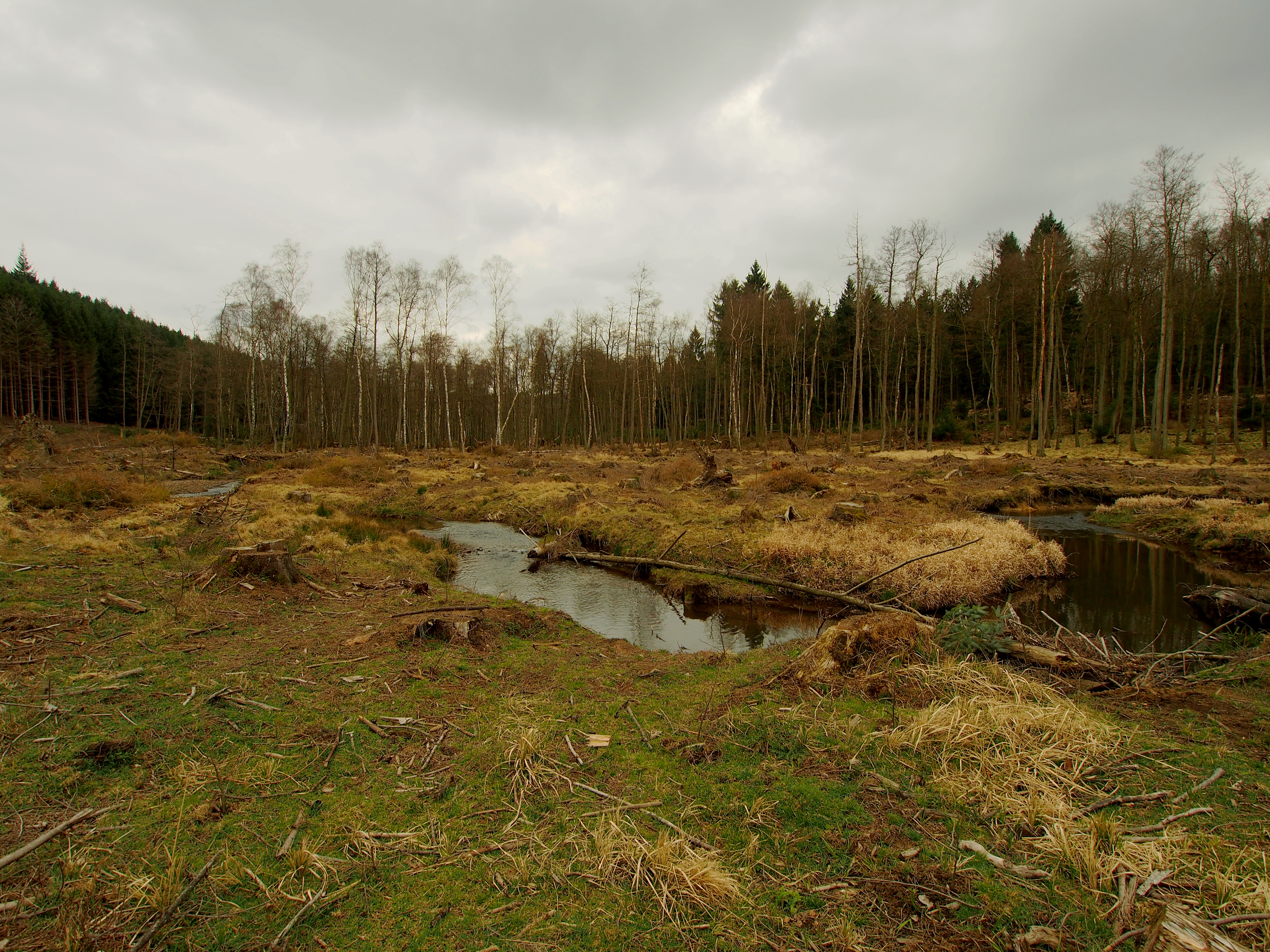

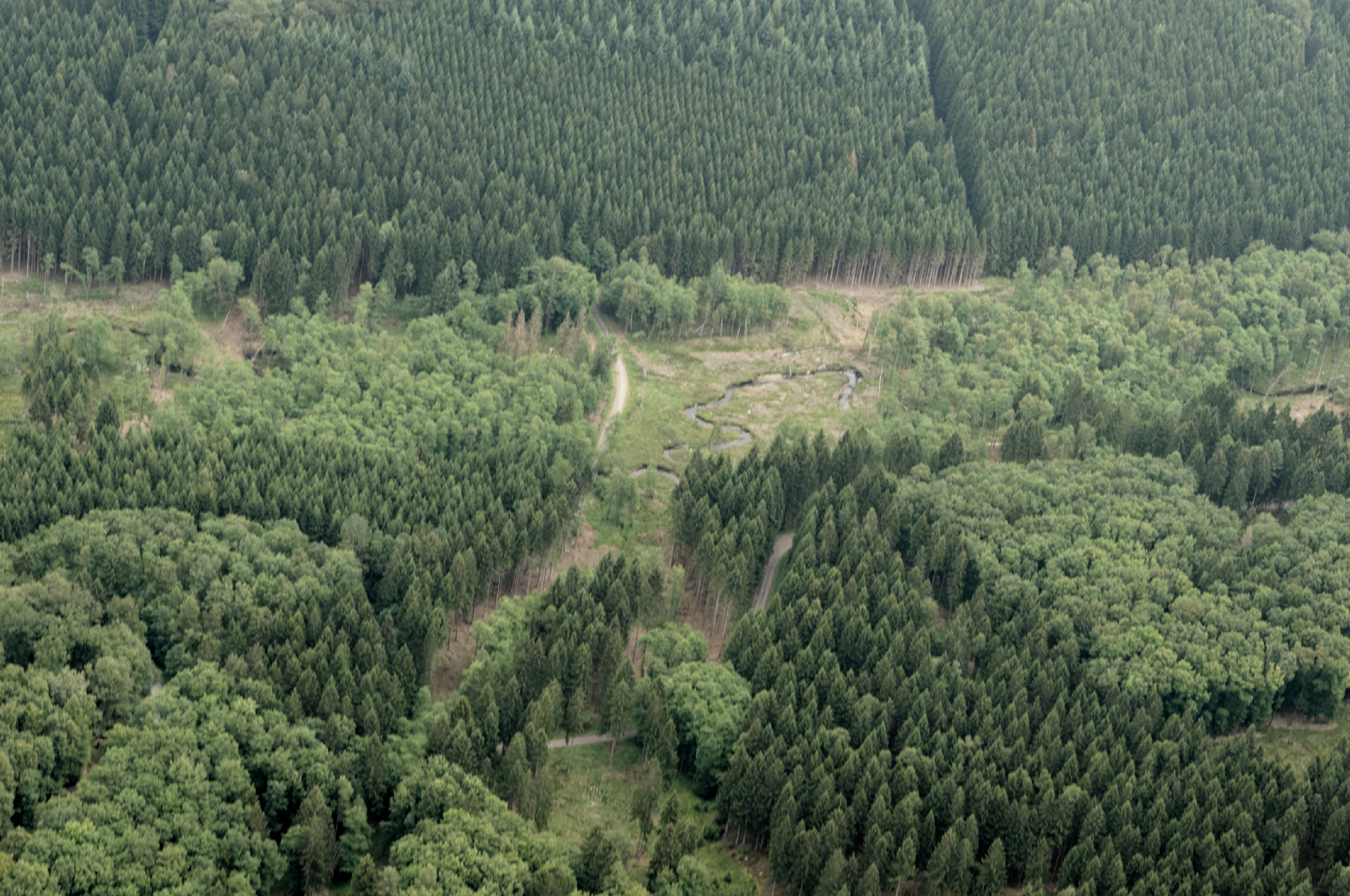

51°27′16.85″N 8°9′21.7″E / 51.4546806°N 8.156028°E
大施馬萊瑙河（德語：Große Schmalenau），是德國的河流，位於該國西部，流經北萊茵-威斯特法倫州，屬於黑沃河的左支流，河道全長12.4公里，流域面積18平方公里。